# 布哈德拉
35°44′40″N 8°01′57″E / 35.74444°N 8.03250°E

布哈德拉（阿拉伯语：‎），是阿爾及利亞的城鎮，位於該國東北部泰貝薩省，由奧伊奈特區負責管轄，面積213平方公里，2008年人口10,701，人口密度每平方公里50人。